# Päärivier
De Päärivier (Zweeds: Pääjoki) is een rivier, die stroomt in de Zweedse  gemeente Pajala. De rivier ontstaat als afwateringsrivier van het meer Pääjärvi. De rivier stroom naar het noordoosten en doet daarbij een aantal moerassen aan. De Päärivier is ongeveer 5 kilometer lang en stroomt door onbewoond gebied.